# Can't Stop Me (Jadakiss & Ayanna Irish)
Can't Stop Me is een single van Jadakiss, het is de tweede single van het album The Last Kiss. In dit nummer, waaraan ook Ayanna Irish meedoet, is een sample gebruikt uit Ain't No Mountain High Enough van Diana Ross. De Billboard Hot 100 werd niet bereikt, maar de single stond wel in de Hot HipHop/R&B Tracks in de Verenigde Staten.

## Piek
| Lijst (2009)               | Piek |
| -------------------------- | ---- |
| U.S. Hot R&B/Hip-Hop Songs | 76   |